# Егорова, Наталья Владимировна
Егорова, Наталья Владимировна (урожд. Быкова, род. 13 сентября 1966) — советская и российская теннисистка, тренер. Мастер спорта СССР международного класса.

## Биография
В теннис начала играть с девяти лет, первый тренер — В. Н. Янчук, затем тренировалась у В. Ф. Васильева. Выступала за ЦСКА. Чемпионка СССР среди девушек в одиночном (1983) и парном (1983—1984) разрядах. Финалистка Спартакиад народов СССР в одиночном (1986), парном и смешанном (1991) разрядах. Чемпион СССР (1988, лето) и России (1996, зима) в паре; финалист чемпионата СССР в одиночном (1986—1987, зима), парном (1985, 1991, лето; 1987—1988, зима) и смешанном (1987, 1991, лето) разрядах. Победитель Всесоюзных зимних соревнований 1991 в паре. Чемпион Москвы в одиночном (1992, лето) и парном (1991, 1996, зима) разрядах. Победитель открытого первенства МГС ДСО «Спартак» в одиночном (1985—1986) и финалистка в парном (1984) разрядах. Входила в десятку сильнейших теннисисток СССР и России; лучшее место — 4-е (1985—1986, 1988). Обладатель «Кубка Гельвеции» (1982) в составе сборной команды СССР среди девушек. Чемпионка Европы (1984) в паре среди девушек. Финалист кубка «Оранж бол» (1984) и турнира «Virginia Slims» (1987) в Гамбурге (с Лейлой Месхи) в парном разряде. Победитель парных соревнований «Virginia Slims» в Канзасе (с Пархоменко) и Сингапуре (с Медведевой (1988). В составе сборной СССР в 1985—1986 годах провела 14 матчей в Кубке Федерации (8-6).
На турнирах Большого шлема дебютировала в 1987 году на Уимблдонском турнире — в первом круге уступила американке Камилле Бенджамин 5:7, 4:6, на US Open и первом круге проиграла канадке Хелен Келеси 6(4):7, 5:7. В 1988 году на Roland Garros в первом круге уступила американке Мишель Торрес 1:6, 2:6. На Уимблдоне в первом круге выиграла у швейцарки Евы Крапль 6:3, 3:6, 6:3, во втором круге проиграла американке Барбаре Поттер 6:2, 4:6, 7:9. На US Open в первом круге выиграла у француженки Алексии Дешом 6:3, 4:6, 6:4, во втором круге уступила американке Лори Макнил 5:7, 3:6.
В профессиональном рейтинге значилась в 1986—2002 годах, наивысшая позиция — 76 — в феврале 1989.
Окончила ГЦОЛИФК, работает тренером.